# Ester Krumbachová
Ester Krumbachová, née le 12 novembre 1923 à Brno et morte le 13 janvier 1996  à Prague, est une scénariste, costumière, décoratrice, réalisatrice et plasticienne tchécoslovaque, et elle était considérée « comme une des muses de la Nouvelle vague tchécoslovaque ».

## Biographie
Après avoir étudié aux beaux-arts à Brno, Ester Krumbachová devint costumière et décoratrice au théâtre, avant de se tourner progressivement vers le cinéma : Les Diamants de la nuit, de Jan Němec (qu'elle épousera ensuite), fut l'un de ses premiers films. Ester Krumbachová laissa sa marque sur plusieurs films des années 1960 (Valérie au pays des merveilles de Jaromil Jireš ; Les Petites Marguerites de Věra Chytilová). Néanmoins, alors qu'elle était au sommet de sa carrière, lors de la Normalisation, le régime tchécoslovaque lui interdit de travailler dans le cinéma (elle participa à de rares projets sous pseudonyme) à cause d'un film jugé trop critique (une parabole sur la nature des régimes autoritaires), La Fête et les invités. Elle et le réalisateur, Jan Němec, ne purent plus travailler pour les studios Barrandov. Elle gagna sa vie en faisant des bijoux en plastique avant de retravailler au cinéma après la Révolution de Velours, pour participer à un dernier film, un an avant sa mort : Marian de Petr Václav.

## Filmographie

### Films sur Ester Krumbachová
- 1993 : Ester Krumbachová par Jan Němec (Ester Krumbachová očima Jana Němce[4]), documentaire de Jan Němec pour GEN – Galerie elity národa (cs) (Galerie de l'élite de la nation, série documentaire de Česká televize)
- 2005 : À la recherche d'Ester (Pátrání po Ester[5]), documentaire de Věra Chytilová

### Film réalisé par Ester Krumbachová
- 1970 : Vrazda ing. Certa (titre anglais : Kiling the Devil)

### Films où Ester Krumbachová fut scénariste
- 1964 : Et le cinquième cavalier, c'est la peur de Zbyněk Brynych
- 1966 : Les Petites Marguerites de Věra Chytilová
- 1966 : La Fête et les invités de Jan Němec
- 1967 : Les Martyrs de l'amour de Jan Němec
- 1969 : Les Fruits du paradis de Věra Chytilová
- 1970 : Valérie au pays des merveilles de Jaromil Jireš
- 1970 : Le Marteau des sorcières[6] d'Otakar Vávra
- 1983 : L'Après-midi d'un vieux faune de Věra Chytilová

### Films où Ester Krumbachová fut costumière
- 1962 : L'Homme du premier siècle d'Oldřich Lipský
- 1964 : Les Diamants de la Nuit de Jan Němec
- 1969 : Chronique morave de Vojtěch Jasný
- 1969 : Les Fruits du paradis de Věra Chytilová
- 1991 : Le Cri du papillon de Karel Kachyňa

### Films où fut Ester Krumbachová décoratrice
- 1970 : L'Oreille de Karel Kachyňa